# Palácio de Dunfermline

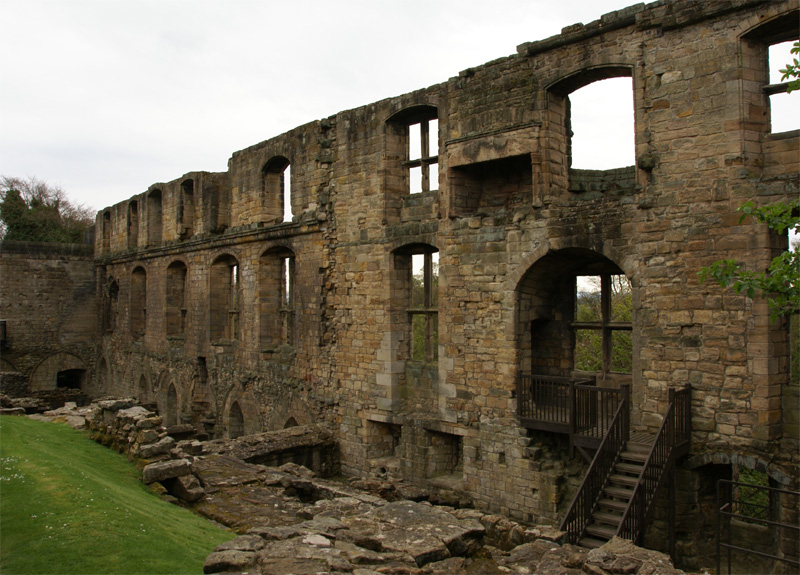
Ruínas do Dunfermline Palace vistas de noroeste.

O Palácio de Dunfermline (em inglês Dunfermline Palace) é um antigo palácio real da Escócia, actualmente em ruínas, localizado em Dunfermline, na região de Fife. Foi erguido junto ao hospitium da Abadia de Dunfermline, ocupando uma posição pitoresca próxima do desfiladeiro.
Dunfermline era uma das residências favoritas dos monarcas escoceses. A história documentada das residências reais ali começa no século XI com Malcolm III, que fez daquela localidade a sua capital. A sua sede era a vizinha Torre de Malcolm, poucas centenas de jardas a oeste do futuro palácio. No período medieval, David II (1324) e Jaime I (1394) nasceram ambos em Dunfermline.
O palácio é gerido pela Historic Scotland (Escócia Histórica), assim como a vizinha Abadia de Dunfermline.

## História

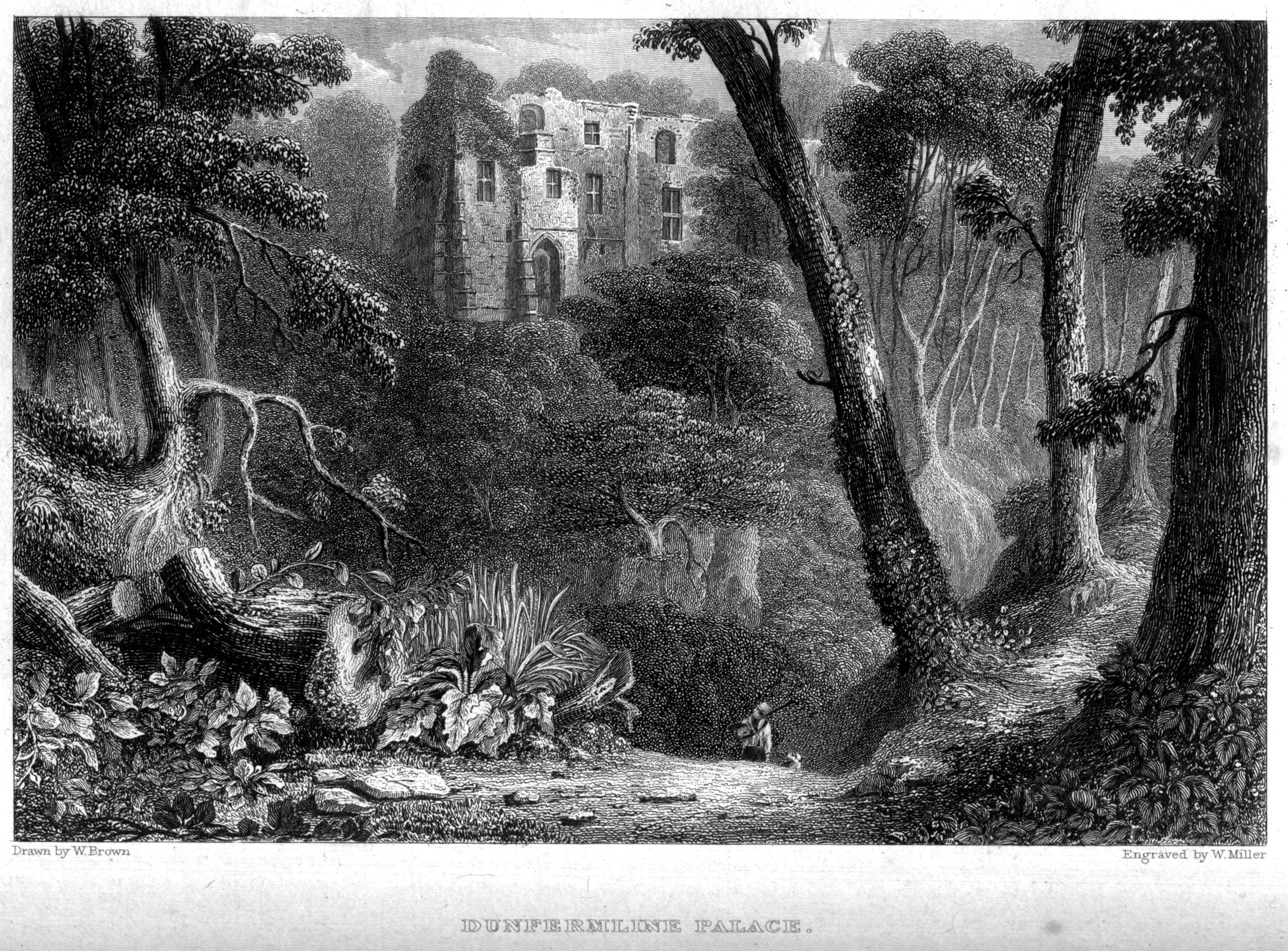
O Dunfermline Palace numa gravura de William Miller

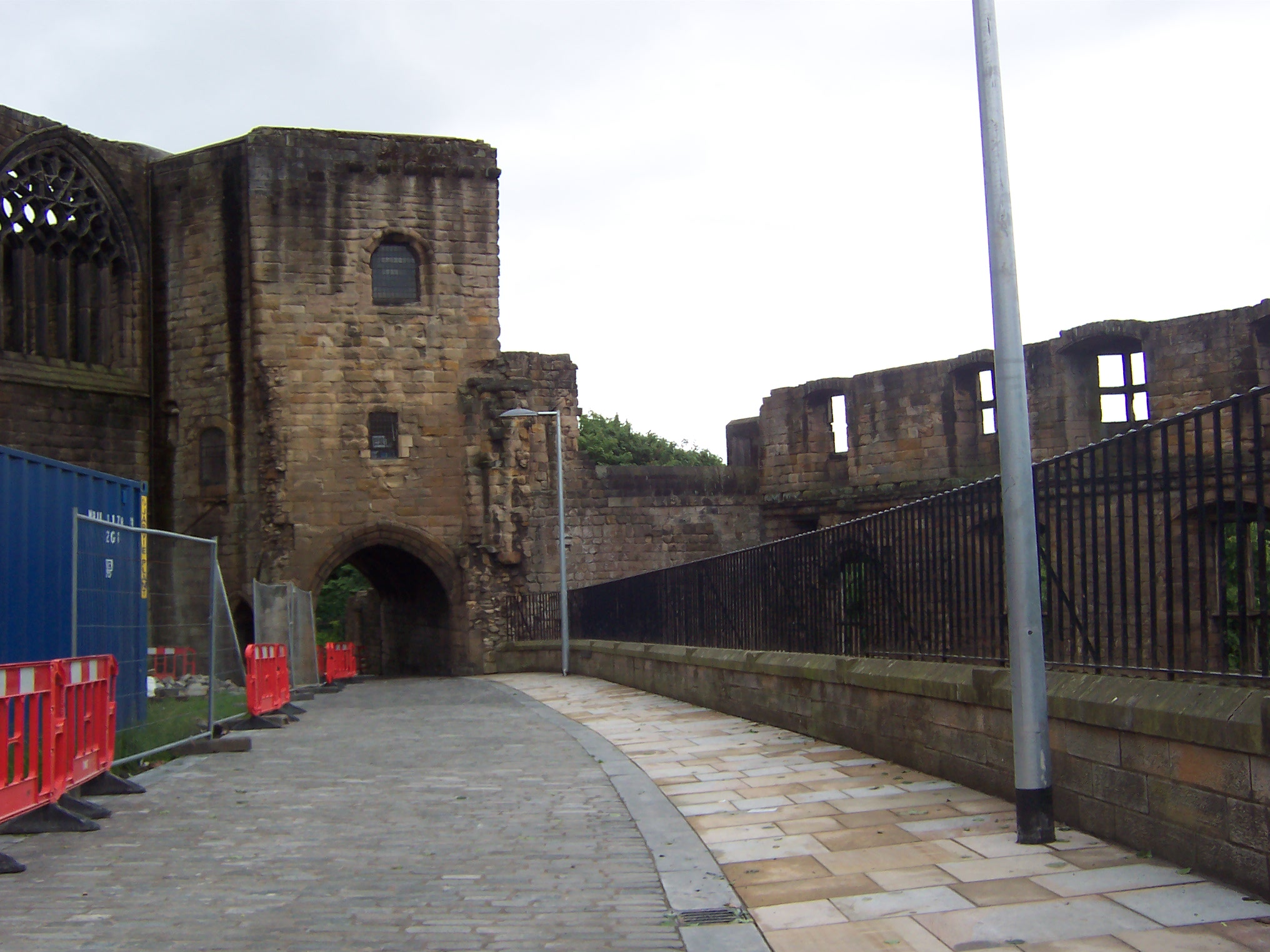
Aspecto actual das ruínas do Dunfermline Palace.

O Dunfermline Palace está ligado à histórica Abadia de Dunfermline, ocupando o espaço entre a abadia e o profundo desfiladeiro a sul. Está ligado aos antigos quarteirões residenciais monásticos por uma portaria sobre uma passagem (pend ou yett), um dos portões medievais de Dunfermline. Desta forma, o edifício ocupa o que foi a original casa de hóspedes da abadia.
A Abadia de Dunfermline foi construída no século XII por David I, o qual já utilizou a hospedagem na abadia. O hospitium (casa de hóspedes) foi provavelmente construída na mesma data que o refeitório, no início do século XIV. Os monarcas posteriores fizeram alterações ocasionais; tal como fez Jaime V na década de 1530, ao colocar as suas armas e as de sua esposa, Maria de Guise.

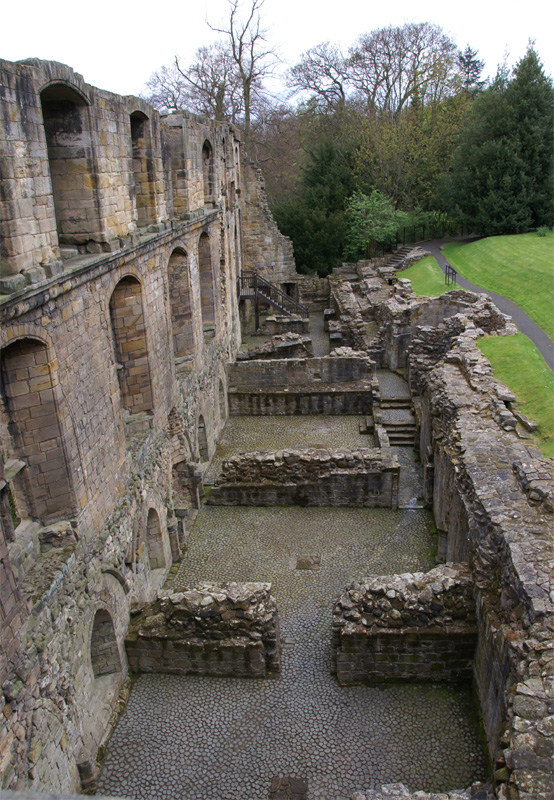
O Dunfermline Palace visto da portaria, a leste.

O Dunfermline Palace foi reconstruído por Jaime IV da Escócia, em 1500, passando a ser uma das residências favoritas dos monarcas escoceses. No entanto, só depois da reforma efectuada em 1560 é que a casa de hóspedes da abadia foi convertida num verdadeiro palácio. Jaime IV, Jaime V, Maria e Jaime VI passaram, todos eles, muito do seu tempo ali.
O palácio foi dado como presente de casamento por Jaime VI a Ana da Dinamarca depois do seu enlace, em 1589. Ana encarregou o mestre de obras William Schaw de ajustar o edifício. Este foi responsável pela instalação de janelas rectangulares no primeiro piso, sendo a parte ocidental quase totalmente reconstruída. A ala oeste do mosteiro foi associada ao palácio. Na parte ocidental da igreja monástica foi construída a Queen's House (Casa da Rainha), um edifício com dois salões e uma sala de jantar, que viria a ser demolida em 1797. Antes da União das Coroas, em 1603, aquela rainha permaneceu frequentemente no palácio, tendo dado à luz três dos seus filhos no seu interior; Isabel da Boémia (1596), Carlos I de Inglaterra (1600) e Roberto, Duque de Kintyre (1602). Antes deles, já David II (1324) e Jaime I da Escócia (1394) haviam nascido em Dunfermline.
Em 1603, Jaime VI da Escócia chegou ao poder, tornando-se também Jaime I de Inglaterra, e mudou a sede da sua corte para Londres.
Depois da coroação escocesa de Carlos I, em 1633, este soberano fez poucas visitas ao seu local de nascimento. O último monarca a ocupar o palácio foi Carlos II de Inglaterra, o qual esteve em Dunfermline antes da Batalha de Pitreavie, em 1650. O edifício foi abandonado pouco depois, e destelhado em 1708.

## Estrutura

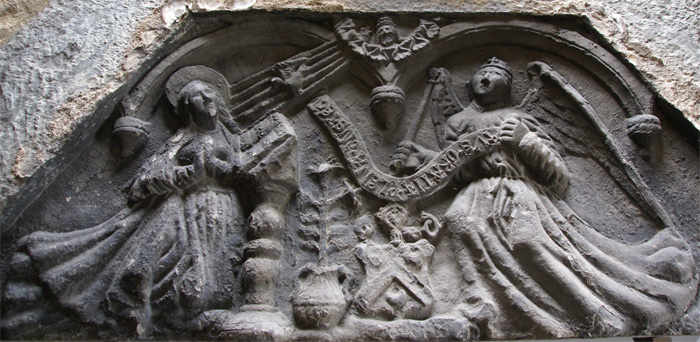
A Anunciação.

O hospitium da Abadia de Dunfermline ficava no lado sudoeste dos terrenos da abadia e estava ligado à ala sul deste através duma passsagem. Ficavam nesta esta ala as cozinhas, os alojamentos dos criados e o refeitório dos monges, assim como a casa de hóspedes. Mais tarde, o hospitium foi transformado num verdadeiro palácio. Inicialmente, esta estrutura era um edifício de dois andares, cujo piso inferior servia como espaço de armazenamento. No final do século XVI, o prédio tinha três andares. No início do século XXI, tudo o que resta é a parede sul e a cozinha.
Nas decorações de pedra, entre outras coisas, sobreviveu uma Anunciação, na qual está representado o Arcanjo Gabriel a anunciar o nascimento de Jesus à Virgem Maria. Esta pedra ornava uma janela e está exposta no museu do palácio.

## Literatura
- R. Fawcett, Dunfermline Abbey & Palace, 3ª ed. (2004), Historic Scotland, ISBN 1-903570-95-6